# Colobothea pura
Colobothea pura là một loài bọ cánh cứng trong họ Cerambycidae.